# Фанат (фильм, 1989)
«Фанат» — советский художественный фильм режиссёра Владимира Феоктистова 1989 года. 

## Сюжет
Егор Ларин подростком  приходит в секцию карате, где и получает своё прозвище «Малыш». Упорно занимаясь под руководством своего наставника Олега Ивановича, Егор постепенно становится лучшим его учеником. После конфликта с одним из любовников матери Егор уходит из дома, и какое-то время живёт у товарища по секции Гриши. Гриша готовится к экзаменам и временно откладывает тренировки, Егор этого не понимает, ссорится с ним и уходит. Власти запрещают каратэ и закрывают секции.
Не находя себе места, Егор связывается с уличной бандой и оказывается вовлечённым в ограбление квартиры, его задерживает милиция. Олег Иванович является в отделение и просит знакомого майора о снисхождении, тот договаривается с военкомом, чтобы 17-летнего Егора призвали в армию. Егор привлекает внимание дедов Казбека, Салмана и Вовчика из Махачкалы, те берут его под своё покровительство, и устраивают бои среди новобранцев. Казбек обещает научить Малыша драться по-настоящему. 
Вернувшись из армии, Егор встречается с Гришей, который занимается рэкетом и участвует в подпольных боях с тотализатором. Гриша приводит Егора к теневому дельцу Антонычу. Егор быстро делает карьеру в подпольных боях. Теперь «Малыш» — это псевдоним Егора на бойцовой арене. Гриша выходит на бой с местным чемпионом  — непобедимым Вышибалой и тот могучим ударом в печень выводит Гришу из строя. На тренировке Малыш избивает бойца по прозвищу Крокодил и Гриша, возмутившись жесткостью Малыша, вызывает его на поединок. Гриша раз за разом бросает Малыша на маты, и раззадорившийся Малыш нокаутирует Гришу ударом в печень, отправив его в больницу. Гриша просит Малыша найти себе другое занятие. Вернувшись с соревнований Малыш узнаёт, что Гриша умер. Егору не хватает денег на памятник для Гриши, и он снова возвращается к Антонычу.
В очередной серии подпольных боёв Малыш побеждает всех своих противников. Хозяин подпольного тотализатора Мэтр предлагает ему сдать следующий бой, угрожая в случае отказа выпустить против легковеса Малыша 130-кг Вышибалу, который сделает из него котлету. В тяжёлом бою Малыш побеждает Вышибалу ударом, которым его в армии нокаутировал Казбек. Мэтр приходит в ярость и приказывает убить Малыша. Малыш с боем прокладывает себе путь, пытаясь скрыться. Его бывший тренер Олег Иванович вступает в бой с бойцами Мэтра, давая Малышу время чтобы выбраться из здания, но натыкается на Мэтра, который с многозначительным видом держит руку в кармане. На улице Егора догоняет автомобиль. Понимая, что ему не уйти, Егор бежит навстречу автомобилю и прыгает, нанося удар в лобовое стекло.

## В ролях
| Актёр                 | Роль                                                   |
| --------------------- | ------------------------------------------------------ |
| Алексей Серебряков    | Егор Ларин по прозвищу «Малыш»                         |
| Олег Кантемиров       | Олег Иванович, тренер                                  |
| Фёдор Сухов           | Григорий, друг «Малыша» (озвучил Владимир Антоник)     |
| Людмила Антонюк       | Вероника Андреевна, бабушка Григория                   |
| Мария Селянская       | Люся, знакомая «Малыша»                                |
| Татьяна Лаврентьева   | Евгения Николаевна Ларина, мать Егора                  |
| Юрий Горобец          | Антоныч, организатор боёв                              |
| Мартиньш Вилсонс      | Мэтр, главный организатор боёв (озвучил Борис Соколов) |
| Александр Шмелев      | «Малыш» в детстве                                      |
| Борис Кантемиров      | Казбек, старослужащий в армии                          |
| Анатолий Сливников    | Павел, сожитель матери «Малыша»                        |
| Тимур Азиев           | «Вышибала», боец                                       |
| Геннадий Бескопыльный | боец                                                   |
| Андрей Стукаченко     | боец                                                   |
| Александр Чистов      | боец                                                   |
| Алексей Ванин         | майор милиции Ванин                                    |
| Наталья Князева       | зрительница на боях                                    |
| Валерий Бассэль       | майор в армии                                          |
| Денис Генсьор         | Денис, сын Люси                                        |
| Сергей Калюка         | «Рыжий», боец                                          |
| Юрий Вотяков          | зритель на боях                                        |
| Людмила Баранова      | медсестра в больнице                                   |
| Евгений Бахар         | «Длинный», боец                                        |
| Виталий Васильков     | напёрсточник                                           |
| Александр Приселков   | Вовчик, старослужащий в армии                          |
| Владимир Бородин      | боец                                                   |

## Съёмочная группа
- Автор сценария: Мурат Джусоев при участии Владимира Феоктистова и Георгия Котова
- Режиссёр-постановщик: Владимир Феоктистов
- Оператор-постановщик: Виктор Крутин
- Художники-постановщики: Михаил Безчастнов и Виктор Фомин
- Композитор: Артём Артемьев
- Звукооператор: Виктор Сегал
- Художник-гримёр: Людмила Друмерецкая
- Постановщик трюков: Виталий Васильков
- Консультант: Владимир Бородин (мастер спорта СССР по карате и по рукопашному бою)

## Технические данные
- Производство:
  - Творческое объединение «Ровесник» (ТОР/TOR)
  - При содействии «Одесской киностудии»
  - Коммерческая фирма «ТИРС»
  - Фонд социальной помощи имени доктора Гааза Ф. П.
- Художественный фильм, цветной
- Формат изображения: 4:3 (1,33:1)
- Звук: Стерео
- Продолжительность: 81 мин. (1:20:50)
- Оригинальный язык: русский

## Производство

### Съёмки
Основные съёмки фильма проходили в Одессе, а также в г. Белгород-Днестровский.
До начала съёмок Алексей Серебряков не занимался восточными единоборствами, но и не пользовался услугами дублёра.

### Музыка
Музыку к фильму написал композитор Артемий Артемьев. В 2000 году он выпустил альбом «Забытые темы» («Forgotten Themes»), заглавной композицией которого стали музыкальные темы из фильмов «Фанат» и «Фанат 2». Музыка из фильма «Фанат» прозвучала также в кинокартине «Марш-бросок» 2003 года.

## Критика
Как отмечала Галина Р. Иванкина, фильм "вышел симптоматичен – перестроечные мотивы, рэкет, бои без правил. Тогда старались показать не лучшие, а худшие стороны жизни. Дескать, в СССР тоже есть мафия, и она рулит деньгами и смыслами".

## Продолжение
В 1990 году вышло продолжение фильма — «Фанат 2», однако Алексей Серебряков, исполнитель главной роли первого фильма, отказался сниматься в продолжении, посчитав сценарий слишком примитивным.